# Фризель, Иван Григорьевич
Ива́н Григо́рьевич Фри́зель (Иоганн Фридрих Фризель, нем. Johann Friedrich Friesell; 19 мая 1760, Ревель — 23 сентября 1810, Нижний Новгород) — российский государственный деятель, тайный советник (1800).

## Биография
Происходил из рода Фризель. С 1775 года числился на службе сержантом, 25.12.1783 произведён в прапорщики. С 24.8.1784 служил в штабе А. А. Пеутлинга, с 1.8.1785 — аудитором в штабе О. А. Игельстрома. В 1786 году произведён в секунд-майоры, в 1790 — в премьер-майоры. С 1788 года служил в 4-м Оренбургском мушкетёрском батальоне, с 24.2.1793 — в Воронежском гусарском полку. В августе 1793 года произведён в подполковники; 30 октября 1794 годы вышел в отставку в чине полковника.
Служил начальником казённого отделения Литовского Верховного правления, с апреля по декабрь 1796 года — виленским вице-губернатором, затем — почт-директором (24.4.1797 − 19.12.1798).
В течение трёх лет был гражданским губернатором Литовской губернии (1799—1801), после чего вышел в отставку.
В 1806—1809 годах — гражданский губернатор Оренбургской губернии. Вышел в отставку по причине душевной болезни.

### Семья
Отец — генерал-майор Георг Фридрих фон Фризель (25.12.1725, Таллин — 1768).
Мать — Кристина Доротея, урожденная Нациус (? — ?).
Дед — Генрих Готлиб Нациус (нем. Heinrich Gottlieb Nazzius, 1687—1751), пастор Лютеранской церкви Святых Петра и Павла (1710—1751).
Брат — Давид, генерал-майор, Мценский штаб-лекарь.
Жена — Мавра Лукинична (? — ?).

## Награды
- орден Св. Владимира 4-й степени (1790).
- орден Св. Анны 1-й степени (1806)[2][3][1].

## Архивы
Государственный архив Оренбургской области. Ф. 6. Оп. 2. Д. 912; On. 3. Д. 120.

## Источник
- Фризель Иван Григорьевич. Энциклопедия Башкортостана. Дата обращения: 12 марта 2016.
- Семенов В. Фризель Иван Григорьевич. Немцы России. Дата обращения: 12 марта 2016.
- Friesell Johann Friedrich (Ivan Grigorevič) (нем.). Erik-Amburger-Datenbank : Ausländer imvorrevolutionären Russland. Institut für Ost- und Südosteuropaforschung. Дата обращения: 12 марта 2016.
- Friesell, Johann Friedrich v. (1760-) (нем.). // Baltisches Biographisches Lexikon Digital. — S. 230.